# Vladimir Prifti
Vladimir Prifti (Tirana, 1 de juny de 1942) és un director de cinema albanès. Es va graduar a l'Acadèmia de Belles Arts el 1964.
Primer orientat al teatre, va estudiar a l'Académie deBelles Arts de Tirana, després va començar la seva carrera com a actor i actor d'escena dins el Teatre Nacional on va treballar entre 1964 i 1972. Va ser llavors quan va començar a rodar pel·lícules per a la televisió nacional, entre 1974 i 1983. El 1983 va ingressar a Alba Film Studio1, on va treballar com a director fins al 1996.

## Filmografia
- “Gjenerali i ushtrisë së vdekur” (1976);
- “Udha e shkronjave” (1978);
- “Kur hidheshin themelet” (1978);
- “Era e ngrohtë e thellësive” (1982);
- “Kush vdes në këmbë” (1985);
- “Dhe vjen një ditë” (1987),
- “Flutura në kabinën time” (1988);
- “Dasma e Sakos” (1998);
- “Të bekuarit” (2000);
- “Butrinti” (2002);
- “Legjenda e Baltës” (2003);
- “Rruga Egnatia” (2005).